# Euphorbia esula
Euphorbia esula é uma espécie de planta com flor pertencente à família das euforbiáceas (Euphorbiaceae). A autoridade científica da espécie é L., tendo sido publicada em Species Plantarum 1: 461. 1753. É nativa da Europa Central e do sul (norte da Inglaterra, Países Baixos e Alemanha), e para o leste através da maior parte da Ásia ao norte do Himalaia até a Coreia e o leste da Sibéria. Consta em trigésimo sétimo na lista das 100 das espécies exóticas invasoras mais daninhas do mundo da União Internacional para a Conservação da Natureza (UICN).

## Descrição
Euphorbia esula é uma planta herbácea perene que cresce até 1-1,2 metro de altura, com vários caules ramificados a partir da base. As hastes são lisas, sem pelos ou ligeiramente peludas. As folhas são pequenas, lanceoladas, com 4-8,5 centímetros de comprimento e até 1 centímetro de largura, com margem levemente ondulada. As flores são pequenas, produzidas em umbelas com um par basal de brácteas semelhantes a pétalas amarelo-esverdeadas. Aglomerados de brácteas aparecem no final da primavera, enquanto as flores reais não se desenvolvem até o início do verão. Todas as partes da planta contêm seiva leitosa branca tóxica. Reproduz-se prontamente como por sementes que têm alta taxa de germinação e podem permanecer viáveis no solo por pelo menos oito anos. As cápsulas de sementes abrem explosivamente, dispersando as sementes até cinco metros da planta-mãe, podendo ser transportadas ainda mais pela água e pela vida selvagem. Também se espalha vegetativamente a partir do sistema radicular, que é complexo, relatado para atingir oito metros no solo e cinco metros de diâmetro, e pode ter vários botões.
Existem duas subespécies (fora a subespécie nominotípica) e uma subespécie híbrida:
- E. esula subsp. esula - Folhas mais largas perto do ápice; brácteas umbelas de 5–15 milímetros. Em toda a extensão da espécie. Foi naturalizada em Portugal Continental e não se encontra protegida por legislação portuguesa ou da União Europeia.[12]
- E. esula subsp. maglicensis (Rohlena) Hayek[13][14]
- E. esula subsp. tommasiniana (Bertol.) Kuzmanov (sin. E. waldsteinii (Sojak) A.R.Smith; E. virgata Waldst. & Kit.). Folhas mais largas no meio; brácteas umbelas de 12–35 milímetros. Europa Oriental, Ásia Ocidental.
- E. esula nothosubsp. pseudovirgata (Schur) Govaerts - Híbrido entre as duas subespécies acima.

## Confusão comEuphorbia virgata
A espécie é comumente confundida com Euphorbia virgata. E. esula não é mais considerada um componente permanente da flora norte-americana. E. esula é restrita a certas partes da Europa e não é considerada uma espécie daninha, enquanto E. virgata é encontrada em todos os Estados Unidos e Canadá e tem causado impactos econômicos e ecológicos significativos. E. virgata é melhor distinguida de E. esula por suas folhas, que são 6-15 vezes mais longas do que largas com margens que são (quase) paralelas no meio da lâmina, enquanto as folhas de E. esula são mais largas em direção à ponta, geralmente 3-8 vezes mais longo do que largo, com margens que não são paralelas no meio da folha. Além disso, o ápice de E. virgata geralmente é agudo e a base é truncada a atenuada, enquanto o ápice de E. esula é arredondado ou subagudo e a base é mais gradualmente atenuada ou cuneiforme.